# Sierra Blanca (Nuevo México)
Sierra Blanca es una sierra de montañas volcánicas en el condado de Lincoln y Otero en el estado estadounidense de Nuevo México. La sierra se extiende a lo largo de 64 km  y 32 km de ancho y es dominada por el pico Sierra Blanca, cuyo punto más alto está a 3,652 m. EL pico se localiza a 10 km al noroccidente de Ruidoso y 48 km del nororiente de Álamo Gordo.

## Geografía

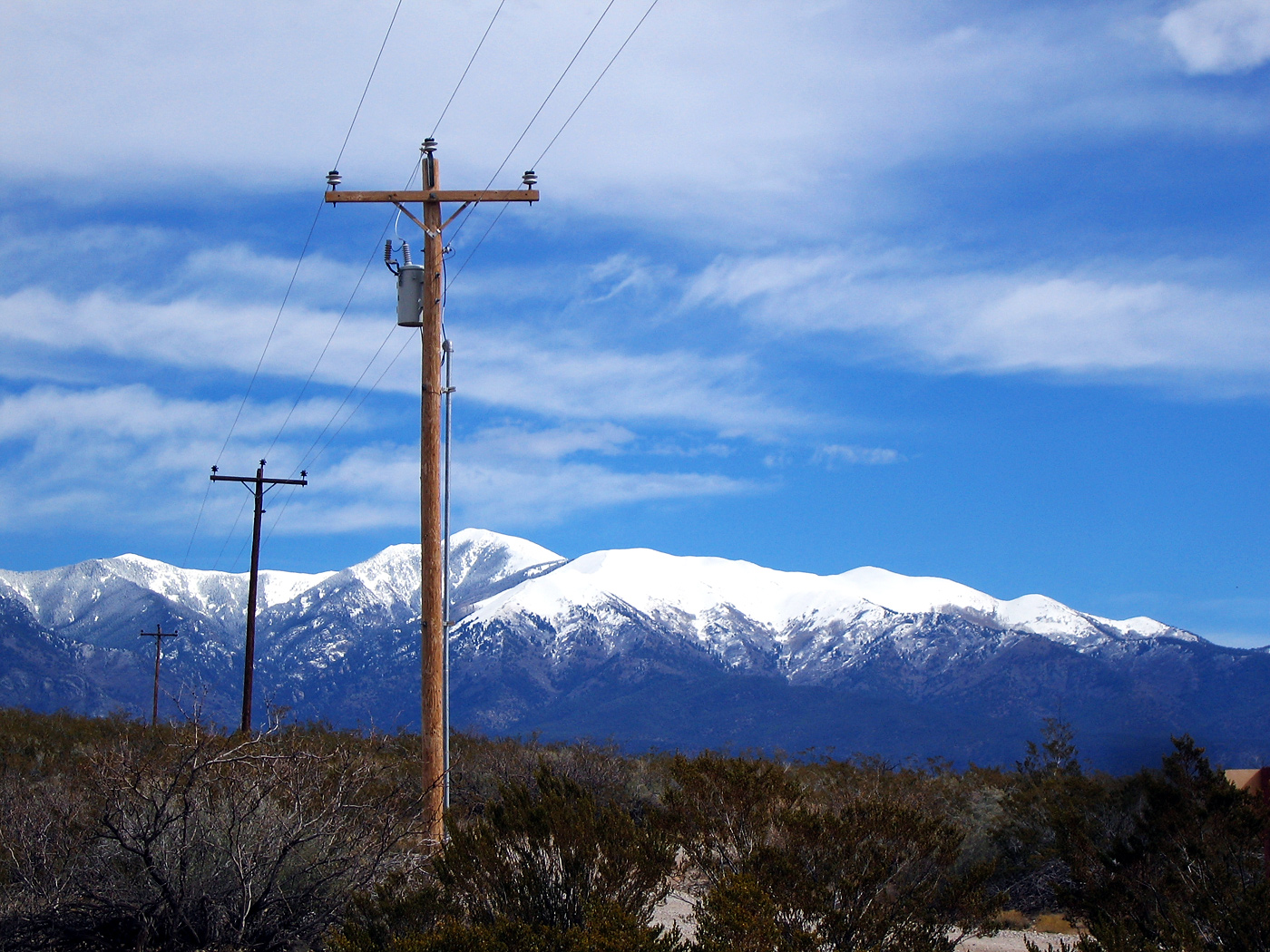
Vista de la Sierra Blanca

La mayor parte de la Sierra Blanca está dentro del Bosque Nacional de Lincoln y parte del área protegida de la Sierra Blanca. Sin embargo, gran parte de la parte sureña de la sierra, incluyendo su pico más alto, el pico Sierra Blanca, son parte de la Reserva de indios Mescalero Apache y requiere permiso para entrar. Hacia el sur cruzando el valle del río Tularosa se encuentra la Sierra de los Sacramentos. Al norte se encuentra la Sierra del Carrizo y al noreste se encuectra la sierra del Capitán. En el lado oeste, la sierra se eleva sobre la cuenca del Tularosa. La sierra es parte de la cabecera del río Ruidoso, el río Tularosa y el río Bonito, así como de numerosos arroyos, entre los que está el Arroyo que drena hacia la cuenca del Tularosa, incluyendo al arroyo Nogal en la punta norte de la sierra. 

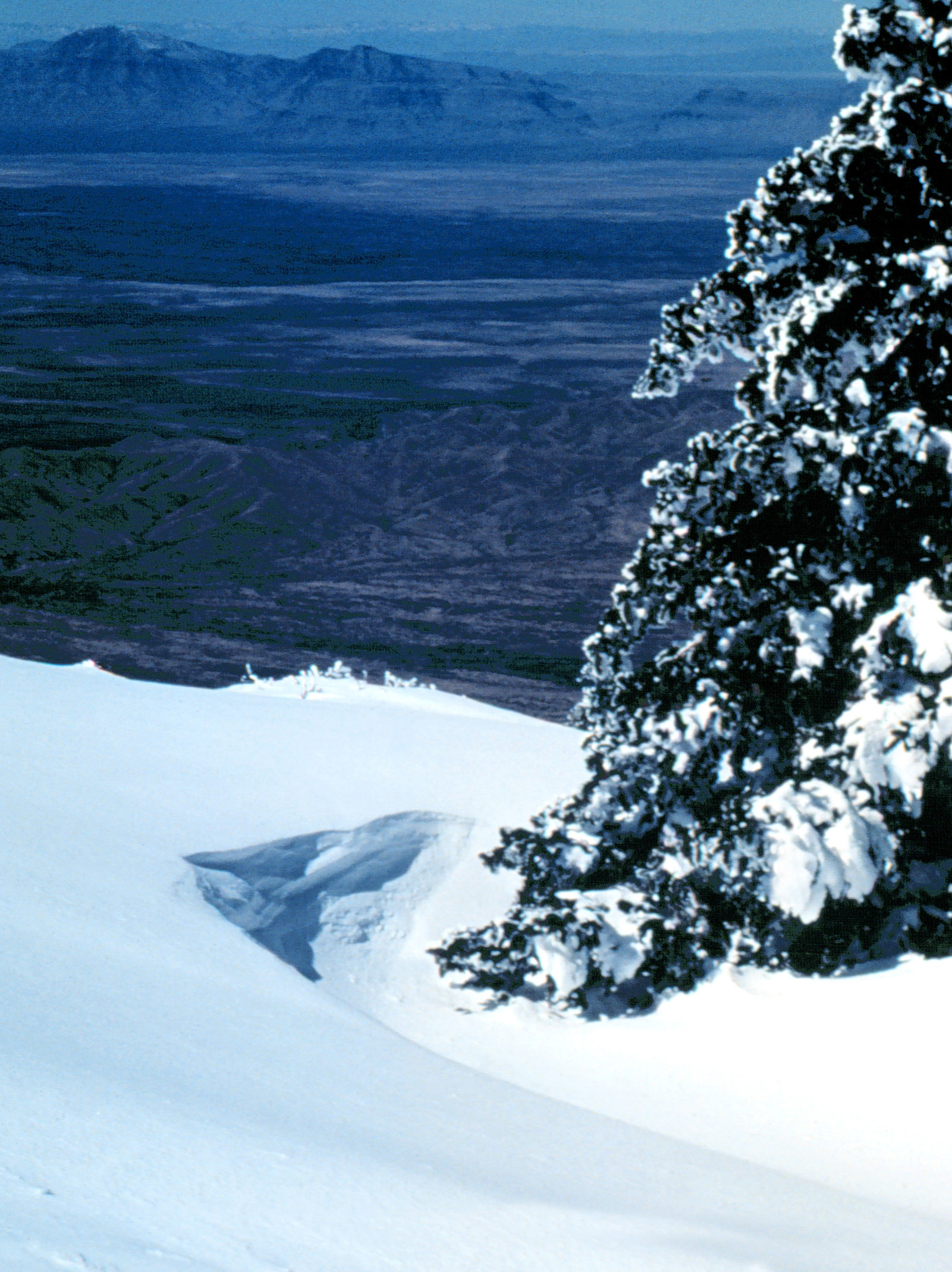
Vista desde la Sierra Blanca